# Аргиопа
Аргиопа је у грчкој митологијији било име више личности.

## Митологија
- Према Хигину, Агенорова супруга и мајка Европе, Феникса, Килика и Кадма.[1]
- Према Аполодору нимфа, која је са Бранхом имала сина Керкиона.[2] Према неким изворима, Керкиона је имала са Посејдоном, а њен отац је највероватније био Кефис. Пошто њено име има значење „сребрног лица“, то указује да је била најада са светлуцавих извора или потока. Потицала је из града Елеусине.[3]
- Такође према Аполодору, још једна нимфа, која је са Филамоном имала сина Тамирија.[2] Њено име указује да је била најада са сребрних планинских извора. Најпре је боравила на планини Парнас у Фокиди, а потом на планини Олимп у Пијерији. Када је њен љубавник Филамон одбио да је одведе својој кући и учини својом супругом, отишла је међу Отризе у Тракију. Њен отац је највероватније био речни бог Кефис.[4]
- Према Аполодору, Диодору и Паусанији, кћерка Теутранта, краља Теутраније, која је са Телефом имала сина Еурипила.[1]

## Биологија
Латинско име ових личности (Argiope) је назив за род паука.

## Напомена
У грчкој митологији се појављује личност са именом Агриопа.